# Christophe Sirchis
Pour les articles homonymes, voir Sirchis.
Christophe Sirchis   est un musicien et réalisateur français, né à Champlan (Essonne), le 6 avril 1957.
Il est le frère de Nicola et Stéphane Sirkis du groupe Indochine.

## Famille et carrière

### Famille
Frère aîné de Nicola et Stéphane Sirkis(Sirchis), sa famille paternelle est originaire de Chișinău en Moldavie, successivement occupée par la Russie puis par la Roumanie avant la dernière guerre mondiale, dont elle a fui l'antisémitisme. La famille Sirchis a pour religion le judaïsme et part travailler quelques années dans un kibboutz en Palestine puis vient s'installer modestement à Toulouse. Jean Sirchis, son père, sera un très jeune actif au sein de la résistance juive sous l'occupation allemande en France où ses parents ont immigré alors qu'il n'avait que 5 ans. À la Libération, il sera proche des doctrines communistes, avant de s'en désolidariser peu à peu, mais conservant des opinions très sensibles envers les défavorisés. La famille maternelle de Christophe, Nicolas et Stéphane est vosgienne et catholique, traditionnellement militaire, marquée politiquement à droite, exprimant des opinions en faveur de l'Algérie française à ses petits enfants alors qu'ils sont encore très jeunes. Le maréchal Pétain semble par ailleurs admiré alors que l'on brosse un portrait presque diabolique du général De Gaulle[réf. nécessaire]. 
Alors que Christophe n'a que quatre ans, sa famille déménage à Bruxelles, où son père a été nommé ingénieur chimiste au sein d'Euratom. C'est donc dans une famille plutôt bourgeoise qu'il est élevé, bercé par la musique classique qu'écoutent ses parents. Sa jeunesse a notamment été perturbée par le divorce de ses parents. Il réalisera plus tard que l'origine de la mésentente est une sorte de mépris affiché envers son père par sa belle-famille, en raison de sa religion, de la situation précaire de ses parents et de ses origines moldaves, voire russes (Jean Sirkis et ses parents parlent russe et parfois le yiddish). Ainsi, il n'apprendra qu'à sa majorité l'origine juive de sa famille paternelle. Christophe est placé avec ses frères dans un pensionnat près de la frontière franco-belge. Deux ans plus tard, sa mère Michèle Henry, ayant quitté la Belgique, s'installe avec ses trois enfants à Châtillon,.

### Carrière
Il commence sa carrière en 1983 à la CLT (Compagnie Luxembourgeoise de Télévision, RTL Luxembourg) dans l'équipe chargée de mettre en place une chaîne de télévision commerciale en France, jusqu'au démarrage de M6 (dont la CLT ne sera qu'en partie actionnaire). Il refuse alors un poste à M6 à Paris et devient indépendant. 
Producteur réalisateur de programmes publicitaires et corporate, il a composé des musiques pour la publicité et des films documentaires (dont La BD a 100 ans en 1996 avec son frère Stéphane). Il a aidé ses frères à produire le clip d'Indochine Kao Bang en 1984.
En 1993, il élargit son horizon professionnel et développe ses activités en France. Il produit et réalise notamment des programmes pour le groupe Euro RSCG dont une campagne primée au Festival de Biarritz en 1993. Il a également développé le volet audiovisuel aux Eurockéennes de Belfort de 1994 à 1998, appliquant des méthodes de production alors peu répandues dans les festivals en France : dispositif de captation des concerts et d'enregistrement du son, coproductions franco-anglo-japonaises et constitution d'équipes franco-anglaises pour capter un grand nombre de concerts devenus historiques pour certains : Best-of Belfort 94-95 (Simply Sampling Belfort - Arte), Best-of Belfort 96, 97, 98. Radiohead Special (ITV, FujiTV), Lou Reed Halloween Special 96 (ABC-TV), Arte Live Juillet 97 et 98 (Noir Désir, Iggy Pop, Jean-Louis Aubert...).
De nombreux CD audio sont issus de ses enregistrements réalisés en direct à Belfort lors de concerts entre 1994 et 1998 (FFF, Suicidal Tendencies, No One Is Innocent, Dolly...). Le DVD de Noir Désir En images sorti en 2005 et qui contient une version du concert retransmis en direct en juillet 1997 a été primé aux Victoires de la musique 2006.
Depuis 1998, Christophe Sirkis se consacre essentiellement à la création de mélodies pour l'identité des marques et la publicité. Il enregistre à cet effet des chansons pop de styles très divers signées à chaque fois de pseudonymes qu'il refuse de révéler.

## Starmustang
En février 2009, Christophe Sirkis publie Starmustang, un livre qu'il présente comme un hommage à son frère Stéphane Sirkis, guitariste compositeur du groupe Indochine décédé le 27 février 1999. Christophe Sirkis explique que son témoignage était devenu une nécessité pour rendre hommage à Stéphane et aussi lui rendre justice : « Une nécessité aussi pour que notre histoire puisse servir à tous ceux qui éprouvent des problèmes de séparation, de divorce, d'éducation, d'alcool, de drogue, d'égoïsme, ceux qui se trouvent confrontés à l'hypocrisie des familles, au silence ingrat qui caractérise les rapports sordides qui peuvent exister lors d'une union entre deux personnes issues de familles dont les origines et les idéologies diffèrent. »[réf. nécessaire]
Ce livre donne le point de vue personnel de Christophe Sirkis qui expose au travers de l'histoire de sa famille tous les événements et paramètres qu'il a pu constater entre 1959 et 1999 et qui ont conduit au décès de son frère Stéphane. Il apparaît dans ce récit une version des faits assez sérieusement opposée à celle qui est souvent évoquée par Nicola Sirkis. Christophe Sirkis s'exprime d'ailleurs presque aussi régulièrement que le fait son frère Nicolas à chacune de ses campagnes de promotion, démentant formellement une version des faits qu'il explique ne pas correspondre à la réalité. Il déplore par ailleurs être systématiquement boycotté par les médias, estimant que leur démarche est organisée de façon partiale afin de servir les intérêts commerciaux de Nicola Sirkis, écorchant au passage la mémoire de leur frère Stéphane.[réf. nécessaire]
Les fans de Nicola Sirkis critiquent cet étalage de dissensions familiales sur les forums de discussion consacrés au groupe, et font remarquer la présence répétée de la fille de Stéphane aux côtés de Nicola, notamment lors du concert d'Indochine au stade de France le 26 juin 2010 qu'ils interprètent comme un soutien moral et le signe que Nicola ne s'est pas mal comporté à l'égard de son jumeau Stéphane. Christophe considère au contraire qu'il s'agit d'une manœuvre calculée, précisant que la fille de Stéphane était héritière et donc propriétaire d'un tiers du nom "groupe Indochine", et qu'ainsi Nicolas peut présenter une image protectrice au public, utilisant la fille de Stéphane dès les obsèques de ce dernier, procédant à une entrée calculée et théâtrale en direction de la presse lors d'une seconde cérémonie destinée aux médias et qu'il qualifie de promotionnelle.[réf. nécessaire]
L'avocat de Nicola Sirkis exigea de l'éditeur de pouvoir vérifier le manuscrit de Starmustang avant sa publication, menaçant ce dernier d'une action en justice. Cette intervention qualifiée d'ingérence dans un premier temps aboutit au retrait par l'éditeur de 687 phrases du manuscrit initial.  
En 2013, Christophe Sirkis parvient à récupérer les droits de l'ouvrage qu'il considère censuré dans sa version de 2009. Il édite depuis au format ebook une version intégrale complétée de photographies d'archives couvrant la vie des trois frères jusqu'au décès de Stéphane, le 27 février 1999.[réf. nécessaire]
Plus récemment, en janvier 2019, un droit de réponse est publié par les médias Gala et Le Parisien, ainsi que son édition nationale, Aujourd'hui en France, au sein duquel Christophe Sirkis dément les affirmations de Nicola Sirkis au sujet de leur frère Stéphane, précisant que ce dernier n'a jamais voulu se détruire et qu'au contraire, il lui avait toujours manifesté sa volonté de s'en sortir. Cela en dépit d'une dépression chronique notamment consécutive au rôle de "figuration" que l'on entendait lui faire jouer au sein du groupe Indochine, en dépit du fait qu'il ne touchait que très peu de revenus issus de la formation, à la différence de son jumeau Nicola, ses compositions étant rarement acceptées. Christophe Sirkis écrit également considérer que Nicola n'a pas aidé son frère jumeau. Il déplore qu'aucune coordination familiale n'ait pu être mise en place pour lui venir en aide et organiser une réponse thérapeutique sérieuse au prétexte que Stéphane n'avait pas d'assurance maladie, que cela aurait coûté une fortune et que, de toute façon, sa volonté était de se détruire.[réf. nécessaire]
Christophe Sirkis précise qu'à la sortie de son livre, les journalistes qui l'ont interviewé n'ont pas publié les points essentiels de ses propos, préférant prendre de façon plus ou moins marquée le parti et la version de Nicola Sirkis. Il relate que, cédant à la volonté de l'éditeur qui s'était montré particulièrement insistant, il a dû participer à deux interviews de magazines TV du registre « people » portant une volonté évidente de le discréditer par le biais du montage particulier de ses propos. Il déposera à plusieurs reprises des plaintes auprès du CSA, ajoutant que le journaliste d'une chaîne majeure du paysage audiovisuel français ira jusqu'à lui dicter les réponses qu'il souhaitait de sa part, afin que ces dernières correspondent à l'orientation de son reportage. Consécutivement à la position des médias qu'il estime partiale et orientée, il interdira à ces derniers toute utilisation de son image et restera très réservé dans ses relations avec la presse, précisant qu'il s'oppose à ce qu'on utilise son nom et sa personne dans le cadre des campagnes de promotion de son frère Nicola Sirkis pour le « Groupe Indochine », en mémoire et par respect de leur frère Stéphane.[réf. nécessaire]